# Zentrierte Dreieckszahl

19 Kugeln in Form ineinandergeschachtelter Dreiecke

Eine zentrierte Dreieckszahl ist eine Zahl, die sich nach der Formel
{\displaystyle {\frac {3n^{2}-3n+2}{2}}}
aus einer natürlichen Zahl {\displaystyle n} berechnen lässt. Die ersten zentrierten Dreieckszahlen sind
1, 4, 10, 19, 31, 46, 64, 85, 109, 136, 166, … (Folge A005448 in OEIS)
Die zentrierten Dreieckszahlen gehören wie die zentrierten Quadratzahlen sowie die zentrierten Fünf- und Sechseckszahlen zu den zentrierten Polygonalzahlen, also zu den ebenen figurierten Zahlen.
Die zentrierten Dreieckszahlen beziffern nämlich die Anzahl von Steinchen, um ein Dreieck nach folgender Vorschrift zu legen: Es befindet sich ein Steinchen im Zentrum und um dieses werden in dreiecksförmigen Schichten mit steigender Seitenlänge weitere Steinchen angeordnet. Die Anzahl der Steinchen in einer solchen Anordnung mit {\displaystyle n} Schichten wird als {\displaystyle (n+1)}-te zentrierte Dreieckszahl bezeichnet.
Für {\displaystyle n\geq 3} lässt sich jede zentrierte Dreieckszahl als die Summe dreier aufeinanderfolgender normaler Dreieckszahlen {\displaystyle \Delta _{n-2}+\Delta _{n-1}+\Delta _{n}} darstellen. Des Weiteren gilt, dass eine Ganzzahldivision einer beliebigen zentrierten Dreieckszahl {\displaystyle ZD_{n}} durch 3 immer den Rest 1 ergibt und als Quotient die vorhergehende Dreieckszahl {\displaystyle \Delta _{n-1}}.
Die Summe der ersten n zentrierten Dreieckszahlen (n ≥ 3) ergibt die magische Konstante (Zeilensumme) eines magischen Quadrates der Zahlen 1 bis n².

## Unendliche Summen und Produkte
Die unendliche Summe der Kehrwerte der zentrierten Dreieckszahlen ergibt diesen Wert:
{\displaystyle \sum _{n=1}^{\infty }{\frac {1}{ZD_{n}}}=\sum _{n=1}^{\infty }{\frac {2}{3n^{2}-3n+2}}={\frac {2}{\sqrt {15}}}\pi \tanh {\bigl (}{\frac {1}{6}}{\sqrt {15}}\pi {\bigr )}}
Das unendliche Produkt von den Quotienten der verdoppelten zentrierten Dreieckszahlen dividiert durch die zentrierten Sechseckszahlen an denselben Positionen ergibt jenen Wert:
{\displaystyle \prod _{n=1}^{\infty }{\frac {2ZD_{n}}{ZS_{n}}}=\prod _{n=1}^{\infty }{\frac {3n^{2}-3n+2}{3n^{2}-3n+1}}=\operatorname {sech} {\bigl (}{\frac {1}{6}}{\sqrt {3}}\pi {\bigr )}\cosh {\bigl (}{\frac {1}{6}}{\sqrt {15}}\pi {\bigr )}}

## Zentrierte Dreiecksprimzahlen
Eine zentrierte Dreieckszahl, die eine Primzahl ist, wird als zentrierte Dreiecksprimzahl bezeichnet. Die ersten zentrierten Dreiecksprimzahlen lauten:
19, 31, 109, 199, 409, … (Folge A125602 in OEIS)